# 사실관계
사실관계는 민사에서는 '요건사실', 형사에서는 '공소사실'로써 사용한다. 어떤 사건에서 그 사건의 처음부터 끝까지 사건 관계인들이 관여한 시간순에 따라 정리하는 것을 '역사적 사실'이라고 한다면, 이 '역사적 사실'에서 법률적으로 의미있는 부분만 추려서 즉 권리·의무의 판단에 필요한 것을 선별한 것을 '사실관계'라고 말한다.

## 같이 보기
- 법률행위
- 법률관계
- 호의관계